# Mučeništvo sv. Mateja (Caravaggio)
Mučeništvo svetega Mateja (italijansko Martirio di San Matteo; 1599–1600) je slika italijanskega mojstra Michelangela Merisija da Caravaggia. Nahaja se v  Contarellijevi kapeli cerkve francoske kongregacije San Luigi dei Francesi v Rimu, kjer visi nasproti slike  Klicanje sv. Mateja in ob oltarni sliki  Navdih svetega Mateja, ki ju je tudi naslikal Caravaggio. Bila je prva od treh nameščenih v kapeli julija 1600.
Slika prikazuje mučeništvo svetega Mateja Evangelista, avtorja Matejevega evangelija. Po izročilu je bil svetnik umorjen po ukazu etiopskega kralja med maševanjem pred oltarjem. Kralj je posilil svojo nečakinjo, Matej pa ga je grajal, ker je bila dekle redovnica in zato Kristusova nevesta. Kardinal Contarelli, ki je umrl nekaj desetletij prej, je zelo izrecno določil, kaj naj se pokaže: svetnika je umoril vojak, ki ga je poslal hudobni kralj, nekaj primerne arhitekture in množica gledalcev, ki kažejo ustrezna čustva.
Naročilo (ki je bilo, strogo gledano, od njegovega pokrovitelja, kardinala Francesca Maria Del Monteja, ne pa od same cerkve), je Caravaggiu povzročilo precejšnje težave, saj še nikoli ni naslikal tako velikega platna niti takega s toliko figurami. Rentgensko slikanje je razkrilo dva ločena poskusa kompozicije pred tisto, ki jo vidimo danes, s splošnim premikom k poenostavitvi z zmanjšanjem števila figur in zmanjšanjem - na koncu odpravo - arhitekturnega elementa.
Slika v ozadju, okoli leve sredine in za atentatorjem, je Caravaggiov avtoportret.

## Faze slikanja
Prva različica, ki so jo razkrili rentgenski žarki, je v manierističnem slogu najbolj občudovanega takratnega umetnika v Rimu, Giuseppeja Cesarija, z množico majhnih figur sredi masivne arhitekture. Verjetno se je zdelo statično in distancirano. Druga različica se je za model obrnila na Rafaela, dodana je množica opazovalcev, ki kažejo strah in usmiljenje, vključno z žensko, ki je verjetno predstavljala nuno. To je bilo v skladu z natrpano sceno, ki jo je zahteval kardinal Contarelli, in načeli manierizma, ki so zahtevali telesa in zgradbe, opredeljene s perspektivo in risbo, toda Caravaggio je že razvil osebni slog, v katerem so telesa definirali svetloba in tema in v katerih je bilo ozadje odpravljeno.
Na tej točki je Caravaggio zapustil Mučeništvo in se osredotočil na spremljevalni del, Klicanje. Tu se je oprl na svoje prejšnje žanrske kompozicije, Kvartopirci in Vedeževalka, vendar je naloga velika. Očitno znova navdihnjen ali morda z novo samozavestjo se je Caravaggio obrnil nazaj k Mučeništvu, a tokrat je delal v svojem idiomu. Tretja različica je opustila arhitekturo, zmanjšala število figur in akcijo približala gledalcu; poleg tega je predstavil dramatičen svetlobni svet, ki izbere najpomembnejše elemente teme, podobno kot žaromet izbere dogajanje na odru, toda stoletja preden so si zamislili reflektorje, in se odločil, da predstavi trenutek največje drame, ko je morilec svoj meč usmeril v padlega svetnika. To je različica, ki jo vidimo danes, dogajanje, ujeto v trenutku največje drame, navzoči so zaradi ostro selektivne svetlobe zmanjšani na stranske vloge, celota daje vtis trenutka, ki je videti kot blisk.

## Analiza
Ta slika označuje trenutek, ko manieristično pravoslavje s konca 16. stoletja - racionalno intelektualno, morda nekoliko umetno - popušča pred barokom. Povzročila je senzacijo. Federico Zuccari, eden najuglednejših slikarjev v Rimu in prvak manierizma, je prišel pogledat in ugotovil, da ni nič. Toda mlajši umetniki so bili popolnoma navdušeni in Caravaggio je nenadoma postal najbolj znan umetnik v Rimu.
Potrebna je zbranost, da se razume, da je zmedeni meč zmaga svetništva. Zdi se, da se sveti Matej umakne, ko pade pred golim besom svojega krvnika, gorečega v soju svetlobe, ki dvigne svoj meč nad  svetnikova prsa. Okoli svetnika so osebe, ki kažejo različna čustva, kot je zahteval Contarelli: groza, strah in zgroženost, medtem ko angel grabi mučenikovo dlan. Zmedo glede podobe lahko omilimo z razumevanjem, da se Matej ne trepeta ob krvnikovem udarcu, temveč poseže po angelovem darilu. Krvnikov napad in doseg angela sta dve vzporedni poti. Samo Matej je seznanjen z angelovim obiskom. Kot takšna slika ni slika o trenutku splošnega terorja, temveč o smrti svetnika kot osebnem stisku božjem. Italijansko baročno slikarstvo in kiparstvo tistega časa pogosto ni prikazovalo mučeništva kot trenutka strahu, temveč kot trenutke veselja ali ekstaze, kot je na primer Berninijev kip Santa Bibiana.
Eden izmed dejavnikov, ki ga je treba omeniti je, da je Caravaggio v nasprotju s svojimi manierističnimi predhodniki v svojo korist dejansko naredil preprosto dejstvo zgodnje moderne cerkvene arhitekture: velike stolnice, kot je sv. Peter so lahko dobro osvetljene, majhne kapele, kot je Contarellijeva pa ne. Kot pravi Caravaggiov biograf Peter Robb: »Vsakdo, ki se je spustil po ladji San Luigi (cerkev, v kateri je kapela), bi videl bledega golega morilca, ki grozi so od daleč prihajajoč iz teme, v prostoru, ki se je zdelo, da se iz stene odpira v resnični cerkveni transept.«
Kljub temu slika vsebuje številne podobnosti z Michelangelom, Rafaelom in drugimi, ki jih kritik John Gash pripisuje ne toliko po potrebi, da bi našel ustrezne položaje, temveč v želji po »kvaliteti monumentalni veličini, podobni visoki renesansi«. Liki svetnika in grozljivega dečka na levi so na primer izposojeni »do te mere, da skoraj« citirajo »neposredno« iz Tizianove oltarne slike Umor sv. Petra mučenika v Benetkah.